# درخت‌سنجی

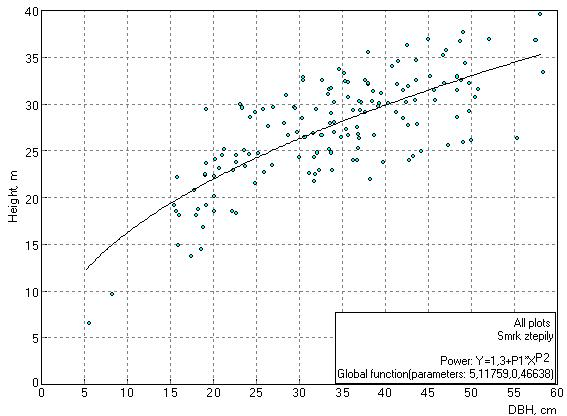
مدل ارتفاع درخت

درخت‌سنجی، دارسنجی یا دندرومتری (به انگلیسی: Dendrometry) شاخه‌ای از جنگل‌شناسی است که به اندازه‌گیری ابعاد مختلف درختان از قبیل قطر، اندازه، شکل، سن، حجم کلی، ضخامت پوست و غیره و همچنین ویژگی‌های آماری توده درختان می‌پردازد. به عنوان مثال، از جمله معیارهای تمایل مرکزی و پراکندگی این مقادیر، تراکم چوب یا رشد سالانه.
متداول‌ترین اندازه‌گیری‌های به‌دست‌آمده در این زمینه عبارتند از:
- قطر برابر سینه (DBH)
- ارتفاع درخت
- انقباض و شل شدن عروق را اندازه‌گیری می‌کند
- بُعد افقی سایبان

این اندازه‌گیری‌های کلیدی برای استنتاج، از طریق روابط رشدسنجی، دیگر ویژگی‌های درختی که ممکن است مورد توجه بیشتری باشند، اما اندازه‌گیری مستقیم آن دشوارتر است، مانند مقدار چوب تجاری قابل بازیابی، یا مقدار کربن جداشده در گیاهان، استفاده می‌شوند.